# NGC 4967
NGC 4967 is een elliptisch sterrenstelsel in het sterrenbeeld Grote Beer. Het hemelobject werd op 14 april 1789 ontdekt door de Duits-Britse astronoom William Herschel.

## Synoniemen
- MCG 9-22-5
- ZWG 270.50
- ZWG 271.6
- PGC 45281